# Triticale
Triticale (uneori numit  Triticosecale) este un hibrid de grâu și secară.
Plantele de triticale, după aspectul lor general, se aseamănă mai mult cu grâul. Sunt mai robuste și mai viguroase, cu spice mari cu multe spiculețe. În cadrul speciei întâlnim o diversitate morfologică foarte largă.
Rădăcina este fasciculată. Sistemul radicular este alcătuit din trei tipuri de rădăcini: radicule embrionare; rădăcini adventiv-embrionare și rădăcini adventive.
Prin germinarea unui bob de Triticale, pe lângă radiculă se formează 3-5 rădăcini adventiv-embrionare. Rădăcinile au o creștere rapidă, formând un sistem radicular bine dezvoltat, conferind plantei rezistență sporită față de condițiile de sol nefavorabile.
Tulpina este formată din 5-7 noduri și internoduri. Primul și al doilea internod sunt în majoritatea cazurilor umplute cu țesut parenchimatic pufos. Celelalte internoduri sunt complet umplute. Internodul superior al tulpinii este gol. Internodurile cresc în lungime de la bază spre vârful tulpinii. Înălțimea tulpinii variază de la 40–50 cm până la 120–150 cm. Cele mai valoroase sunt soiurile cu tulpină înaltă de 90–100 cm.
Frunzele sunt formate din teacă și limb; au formă diferită; liniar-lanceolată, de tip xerofitic, înguste, scurte, erectoide, ușor răsucite și țepoase sau de tip maritim, indo-european, late, lungi, puternic curbate. Urechiușele sunt mai mari sau mai mici, cu bordura ușor încrețită. La unele forme ligula este conturată cu roșu, datorită pigmenților antocianici.
Culoarea frunzelor poate fi verde-argintie, datorită stratului ceros de pruină, verde-inchis sau verde-gălbuie, cu mici pete de culoare deschisă.
Inflorescența este un spic compus cu dimensiuni și forme diferite. Spicele prezintă o largă variabilitate, putând fi laxe de tip speltoid cu 29-30 spiculețe, compacte de tip durum sau turgidum, cu mai mult de 40-42 spiculețe și cu ariste lungi, mijlociu de compacte, cu un număr de 33-36 spiculețe. Spicul poate fi fusiform, prismatic, alungit-eliptic, triunghiular sau ramificat. Spicele pot fi aristate, cu ariste lungi (8–10 cm), aspre și răsfirate sau cu ariste mai scurte (5–8 cm), semiaristate (1–5 cm) și mutice.Fructul este o cariopsă asemănătoare speciilor parentale: grâul și secara. Boabele sunt mari cu lungimea de 10–12 mm și diametrul de 2–3 mm. Culoarea boabelor poate fi galbenă-maronie sau galbenă-verzuie. Boabele sunt acoperite cca 3/4 sau complet cu plevi. Endospermul este făinos sau intermediar. Structura anatomică este asemănătoare formelor parentale.